# 2nd Bomb Wing
Le 2nd Bomb Wing (2nd BW, 2e Escadre de bombardement), appartenant à la 8th Air Force de l'United States Air Force est stationné à Barksdale Air Force Base en Louisiane.

## Historique
Ses origines remontant à la Première Guerre mondiale, lorsqu'elle a été formée par les forces expéditionnaires américaines en tant que première unité dédiée au bombardement aérien. Créée à l'origine le 10 septembre 1918 sous le nom de 1st Day Bombardment Group à Amanty Airdome, en France, l'unité a piloté des avions Breguet 14 et DeHavilland DH-4 de fabrication française pendant l'offensive de Saint-Mihiel. Après sa désactivation après la Première Guerre mondiale, le groupe a été rétabli le 18 septembre 1919 à Ellington Field, au Texas, avant de déménager à Langley Field, en Virginie, en 1922 sous le nom de 2e Bombardment Group.
Au cours de ses 20 ans de présence à Langley Field, le 2nd Bomb Group a connu plusieurs changements de nom et de type d'appareil. Au début de la Seconde Guerre mondiale, le groupe a été chargé des patrouilles anti-sous-marines et a ensuite été affecté à des missions de combat en Afrique du Nord à partir de mars 1943. Il est devenu le 2nd Bombardment Group (Heavy) en juillet 1943, pilotant des bombardiers B-17 contre des cibles de l'Axe en Méditerranée. Entre le 28 avril 1943 et le 1er mai 1945, l'unité a effectué 412 missions de combat, ciblant des endroits en Afrique, en Europe et en Méditerranée.

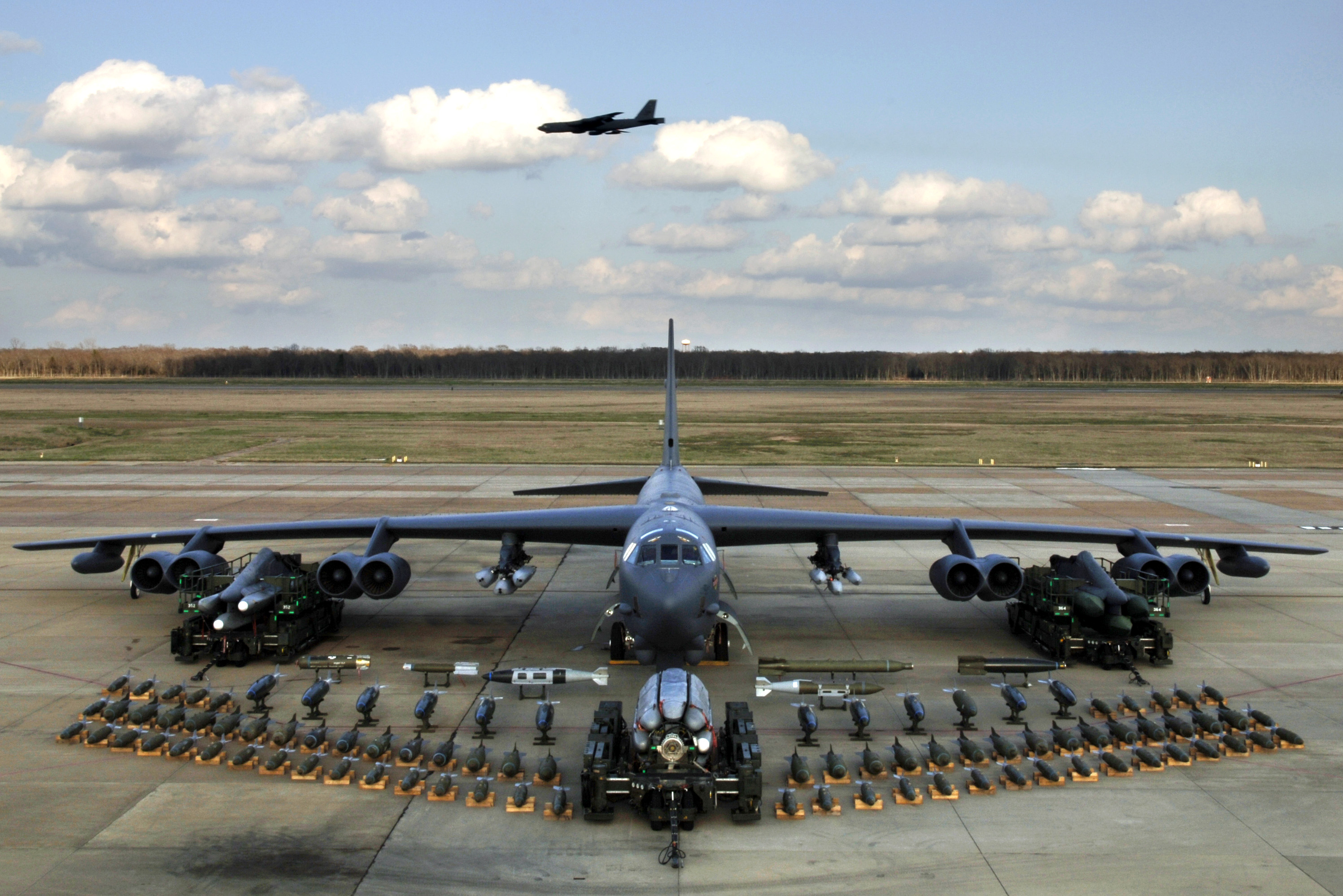
Boeing B-52H du BW exposé avec ses armements à Barksdale AFB en 2006

Après la Seconde Guerre mondiale, le 2e groupe de bombardement était stationné à la base aérienne de Chatham, près de Savannah, en Géorgie, en mai 1949. L'escadre a été transférée à la base aérienne de Barksdale le 1er avril 1963, prenant le contrôle des avions B-52G Stratofortress de la 4238e escadre stratégique.
Cette formation a été successivement sous le commandement du Strategic Air Command, l'Air Combat Command à partir de 1991 et actuellement du Global Strike Command depuis avril 2010.
La première action du Buff durant la guerre du golfe de 1991 est une mission secrète nommé SENIOR SURPRISE ou “SECRET SQUIRREL.” effectué à l'ouverture des hostilités le 15 janvier 1991 avec le tir depuis sept B-52G du 2nd Bomber Wing décollant de Barksdale Air Force Base en Louisiane de 35 missiles de croisière AGM-86 ALCM équipés d'une charge conventionnelle de 1 000 livres contre des centrales électriques et d'autres cibles en Irak. C'est la première utilisation de cette arme développé en secret au combat.
Cette mission historique a marqué le premier lancement et le retour de bombardiers d'une base sur le territoire continental des États-Unis pour une opération de combat, parcourant environ 14 000 miles en 35 heures et établissant des records pour la plus longue mission de combat aérien.
Un élément crucial du modèle BGS est la capacité de ces escadrons à fonctionner indépendamment de leur escadre mère, leur permettant de s’aligner plus étroitement avec leurs escadrons de bombardement opérationnels partenaires tout au long des cycles de déploiement.
« Le contexte de menace actuel nécessite de s’éloigner des bases sanctuaires statiques où nous concentrons généralement un grand nombre de personnels de maintenance et de munitions », a déclaré Rohde. « L’avenir nous oblige à réorganiser les unités de maintenance des avions en escadrons de la génération de bombardiers. »

Selon Rohde, cette réorganisation permettra aux escadrilles opérationnelles de mettre en œuvre des stratégies impliquant la dispersion des forces nucléaires et la conduite d'opérations de combat agiles avec des forces conventionnelles. Cette flexibilité accrue permettra aux bombardiers de mieux s'intégrer aux alliés et partenaires, même dans des endroits éloignés qui pourraient autrement être inadaptés aux opérations de bombardement.

B-52 Roumanie
Un B-52H Stratofortress du 20e escadron de bombardement de la base aérienne de Barksdale, en Louisiane, effectue son premier atterrissage à la base aérienne Mihail Kogălniceanu, en Roumanie, en soutien au déploiement de la Bomber Task Force 24-4, le 21 juillet 2024. (Photo de l'US Air Force par le sergent-chef Seth Watson)
Ces changements devraient normaliser les opérations à la fois sur le terrain et pendant les déploiements, favorisant le développement du leadership chez le personnel subalterne axé sur la production d'avions et la génération de maintenance, a expliqué Rohde.

« Les escadrons de génération de bombardiers fourniront plusieurs capacités essentielles aux commandants de combat », a souligné Rohde. « Nous pourrons cultiver les compétences de leadership bien plus tôt dans la carrière des militaires. Nos équipes de génération de missions fonctionneront sous des pouvoirs de commandement de mission délégués, ce qui rendra nos forces plus agiles, rationalisées et réactives, sans dépendre des structures traditionnelles des groupes de maintenance. »

Ce concept sera étendu à d’autres bases de bombardiers du Global Strike Command de l’Air Force, alors que le commandement continue d’innover et de se préparer aux défis futurs.
« Les conflits futurs seront très disputés et nous ne pouvons plus tenir pour acquis la supériorité aérienne », a déclaré le général Thomas Bussière, commandant de l’AFGSC. « Cette nouvelle capacité permettra à nos unités de fonctionner de manière indépendante sans avoir besoin de hiérarchies de commandement étendues, tout en nous offrant une plus grande flexibilité dans le positionnement de nos bombardiers. Je suis fermement convaincu que cela constituera un facteur crucial dans les scénarios de guerre futurs. »
2e escadre de bombardement
La 2e Bomb Wing de la base aérienne de Barksdale, en Louisiane, exploite trois escadrons de bombardiers B-52H Stratofortress : le 11e Bomb Squadron, qui sert d'escadron d'entraînement, et les 20e et 96e Bomb Squadrons. Ensemble, ces escadrons permettent à la 2e Bomb Wing de fournir des capacités de combat mondiales flexibles et réactives, soit de manière indépendante, soit aux côtés d'autres forces. Ils forment également tous les équipages de B-52 pour l'Air Force Global Strike Command et la Réserve de l'Air Force, y compris le 307e Bomb Wing de Barksdale .
En tant que plus grande escadre de bombardiers du Global Strike Command de l'Air Force et élément clé de l'historique 8e Air Force, la 2e escadre de bombardiers comprend plus de 8 500 membres en service actif, des membres de la réserve de l'Air Force et des civils. Elle comprend également environ 26 avions B-52 Stratofortress.
Selon son site officiel, la 2e Bomb Wing possède une histoire presque aussi ancienne que la puissance aérienne américaine elle-même, ses origines remontant à la Première Guerre mondiale, lorsqu'elle a été formée par les forces expéditionnaires américaines en tant que première unité dédiée au bombardement aérien. Créée à l'origine le 10 septembre 1918 sous le nom de 1st Day Bombardment Group à Amanty Airdome, en France, l'unité a piloté des avions Breguet 14 et DeHavilland DH-4 de fabrication française pendant l'offensive de Saint-Mihiel. Après sa désactivation après la Première Guerre mondiale, le groupe a été rétabli le 18 septembre 1919 à Ellington Field, au Texas, avant de déménager à Langley Field, en Virginie, en 1922 sous le nom de 2e Bombardment Group.
B-52 ALQ-172
Un B-52 Stratofortress affecté au 96e escadron de bombardement de la base aérienne de Barksdale, en Louisiane, se prépare à être ravitaillé avec un KC-135 Stratotanker. (Photo de l'US Air Force par le sous-lieutenant Mary Begy)
Au cours de ses 20 ans de présence à Langley Field, le 2nd Bomb Group a connu plusieurs changements de nom et de type d'appareil. Au début de la Seconde Guerre mondiale, le groupe a été chargé des patrouilles anti-sous-marines et a ensuite été affecté à des missions de combat en Afrique du Nord à partir de mars 1943. Il est devenu le 2nd Bombardment Group (Heavy) en juillet 1943, pilotant des bombardiers B-17 contre des cibles de l'Axe en Méditerranée. Entre le 28 avril 1943 et le 1er mai 1945, l'unité a effectué 412 missions de combat, ciblant des endroits en Afrique, en Europe et en Méditerranée.

Après la Seconde Guerre mondiale, le 2e groupe de bombardement était stationné à la base aérienne de Chatham, près de Savannah, en Géorgie, en mai 1949. L'escadre a été transférée à la base aérienne de Barksdale le 1er avril 1963, prenant le contrôle des avions B-52G Stratofortress de la 4238e escadre stratégique.

Les 16 et 17 janvier 1991, sept bombardiers B-52G du 596th Bomb Squadron ont exécuté la première frappe offensive de l'opération Tempête du désert, connue sous le nom d'opération SENIOR SURPRISE ou « SECRET SQUIRREL ». Cette mission historique a marqué le premier lancement et le retour de bombardiers d'une base sur le territoire continental des États-Unis pour une opération de combat, parcourant environ 14 000 miles en 35 heures et établissant des records pour la plus longue mission de combat aérien et la première utilisation au combat de missiles de croisière conventionnels à lanceur aérien AGM-86C (CALCM).

En réponse à l'évolution de son profil de mission, l'escadre a été rebaptisée 2e escadre le 1er septembre 1991, afin de mieux représenter sa flotte mixte de bombardiers et de ravitailleurs. Le dernier B-52G a quitté Barksdale pour un stockage à long terme en décembre 1992, et la flotte de la 2e escadre a été modernisée avec des avions B-52H plus récents. Cette même année, l'escadre a relancé le 20e escadron de bombardement, l'une de ses unités originales de la Première Guerre mondiale. L'escadre a été rebaptisée 2e escadre de bombardement le 1er octobre 1993 et a transféré ses moyens de ravitailleurs à l'Air Mobility Command.

## Organisation
En 2024 :
- 11th Bomb Squadron (escadron d'entraînement) * 20th Bomb Squadron
- 96th Bomb Squadron